# Lorenzo Altieri
Pour les articles homonymes, voir Altieri.
Lorenzo Altieri (né le 10 juin 1671 à Rome, alors la capitale des États pontificaux, et mort le 3 août 1741 dans la même ville), est un cardinal italien de l'Église catholique de la seconde moitié du XVIIe et du début du XVIIIe siècle, nommé par le pape Alexandre VIII. 
Il est un cousin du pape Clément X, le frère du cardinal Giovanni Battista Altieri (1724), le neveu du cardinal Paluzzo Paluzzi Altieri degli Albertoni (1664) et l'oncle du cardinal Vincenzo Maria Altieri (1777).

## Biographie
Lorenzo Altieri est protonotaire apostolique de numero participantium. Le pape Alexandre VIII, son grand-oncle, le crée cardinal lors du consistoire du 13 novembre 1690. 
Le cardinal Altieri est légat apostolique à Urbino de 1696 à 1699 et à Ravenne en 1735. Il est cardinal proto-diacre en 1735.
Mgr Altieri participe au conclave de 1691, lors duquel Innocent XII est élu pape, et à ceux de 1700 (élection de Clément XI), de 1721 (élection d'Innocent XIII), de 1724 (élection de Benoît XIII) et de 1730 (élection de Clément XII), mais ne participe pas à celui de 1740 (élection de Benoît XIV), pour cause de maladie.
Il meurt à Rome le 3 août 1741, à l'âge de 70 ans, après un cardinalat de 50 ans et 263 jours de novembre 1690 à août 1741, ce qui en fait un des plus longs de l'histoire.